# Cut Bank (Montana)
Cut Bank es una ciudad ubicada en el condado de Glacier en el estado estadounidense de Montana. En el Censo de 2010 tenía una población de 2869 habitantes y una densidad poblacional de 1123,46 personas por km².

## Geografía
Cut Bank se encuentra ubicada en las coordenadas 48°38′4″N 112°19′51″O / 48.63444, -112.33083. Según la Oficina del Censo de los Estados Unidos, Cut Bank tiene una superficie total de 2.55 km², de la cual 2,55 km² corresponden a tierra firme y (0 %) 0 km² es agua.

## Demografía
Según el censo de 2010, había 2869 personas residiendo en Cut Bank. La densidad de población era de 1123,46 hab./km². De los 2869 habitantes, Cut Bank estaba compuesto por el 74,7 % blancos, el 0,24 % eran afroamericanos, el 19 % eran amerindios, el 0,45 % eran asiáticos, el 0,42 % eran de otras razas y el 5,19 % eran de una mezcla de razas. Del total de la población el 2,51 % eran hispanos o latinos de cualquier raza.